# Коричнева папка
«Коричнева папка»  – основні розпорядження та укази імперського міністра Г.Герінга щодо цивільного урядування окупованими східними областями, які стали складовою частиною "Зеленої папки". До 2-ї частини "К.п." були включені розпорядження та укази щодо цивільного управління в рейхс-комісаріаті "Україна". "Східні території (і в першу чергу Україна), – зазначалося в цьому документі, – призначені не для того, щоб розвиватися і жити власним життям, незалежно від Європи, вони тільки частина великонімецького і європейського життєвого простору, внаслідок чого мають певні завдання... забезпечити продовольство і незалежність сировинних запасів". На окупованій території гітлерівці задумали провести деіндустріалізацію великих промислових центрів. Передбачалося залишити тільки видобувну промисловість, підприємства з виробництва дрібного с.-г. обладнання й первинної переробки с.-г. сировини. У "К.п." ці завдання обґрунтовувалися як політичними, так і економічними міркуваннями:

1) політично небажаним є нагромадження тубільного населення в індустріальних центрах;

2) виробництво і збут товарів широкого вжитку (arbeitsintensive Erzeugnisse) залишаються за Німеччиною і старими індустріальними країнами Європи;

3) ринок окупованих сх. областей має перебувати в розпорядженні західних країн для збуту на ньому товарів широкого вжитку, якими будуть оплачуватися харчові продукти і сировина зі Сходу.
За цим же документом суспільна власність як основа "більшовицького соціалістичного способу виробництва" повинна бути терміново ліквідована: вона "суперечить націонал-соціалістичним принципам, які проголошують, що вищі досягнення народного господарства утворюються тільки при широкій особистій відповідальності господарюючих людей і на засадах приватної власності"; "держава повинна обмежитися керівництвом, а господарство надати власникові. Цим досягається як найбільша продуктивність, так і достатнє задоволення людей". Для ліквідації суспільної власності передбачалося:

а) відновлення приватної власності;

б) налагодження технічного керівництва виробництвом;

в) запровадження управління майном за довірою.
Згідно з директивами, призначати німецьких робітників на роботу на окупованій українській території можна було лише у "виняткових випадках і тільки в провідних установах", оскільки "це не відповідає німецьким принципам – примушувати німецьку робочу силу працювати… для тубільного населення". Постачання промисловими товарами місцевого населення повинно було бути "обмежено найсуворішим чином" і "в повному обсязі покладалося на тубільні установи". Якщо місцеве населення відмовлялося працювати, то воно позбавлялося будь-якої підтримки.